# Cheomseongdae
Cheomseongdae es un observatorio astronómico, el más antiguo en Asia Oriental, en Gyeongju, Corea del Sur. 
Cheomseongdae significa torre mirando a las estrellas en coreano. A su vez es considerado una de las instalaciones científicas más antiguas de la Tierra. Se remonta al siglo VII en tiempos del reino de Silla, que tuvo su capital en Gyeongju. 
Cheomseongdae fue designado como el  31.eɽ tesoro nacional del país el 20 de diciembre de 1962.
Cheomseongdae fue declarado Patrimonio de la Humanidad por la Unesco en el año 2000 como parte del conjunto patrimonial "Zonas históricas de Gyeongiu".

## Descripción
La torre tiene de 5,7 metros de ancho en la base y 9,4 metros de altura, está relleno de tierra hasta el nivel de la ventana. Su estilo de construcción se asemeja al utilizado en el  Templo Bunhwangsa en Gyeongju.